# Warłaam (biskup turowski)
Warłaam, imię świeckie Wasyl Demianowicz (zm. 1549) – prawosławny biskup turowski.

## Życiorys
Przed wstąpieniem do monasteru był białym duchownym prawosławnym, spowiednikiem księcia Fiodora Iwanowicza Jarosławowicza. Następnie pełnił funkcję przełożonego Monasteru Leszczyńskiego z godnością ihumena. W 1544 objął urząd biskupa turowskiego po śmierci Wassiana II.
Natychmiast po objęciu urzędu biskup Warłaam samowolnie przejął dziesięcinę z dworu nowodworskiego, która została zapisana przez Fiodora Iwanowicza Jarosławowicza parafii staweckiej. Jeszcze w tym samym roku królowa Bona, do której należały dobra pińskie, zabroniła hierarsze przywłaszczania sobie dochodów wymienionej parafii. W okresie sprawowania urzędu biskupiego przez Warłaama doszło także do budowy cerkwi w Dubnowiczach, z fundacji prywatnej.
Warłaam zmarł w 1549, jeszcze w tym samym roku na urzędzie zastąpił go Wassian III.